# Видеотека (филм)
Видеотека је српски филм из 2024. године, који је по сопственом сценарију режирао Лука Бурсаћ. Филм је премијерно приказан на 52. Фесту 29. фебруара 2024 године., 
Биоскопска дистрибуција филма је кренула 25.априла 2024 године., 

## Радња
Након неуспеле пљачке локални бандит проналази уточиште у напуштеном видео клубу. Приморан да ту проведе ноћ, одлучује да погледа три хорор филма који ће га одвести у чудесне светове.

## Улоге
| Глумац           | Улога                          |
| ---------------- | ------------------------------ |
| Реља Поповић     | Сале                           |
| Миона Марковић   | Вања                           |
| Ђорђе Кадијевић  | Аца Кеса                       |
| Добрила Ћирковић | комшиница                      |
| Зоран Цвијановић | Душан Купреш                   |
| Игор Бенчина     | Мануел                         |
| Богдан Фаркаш    | путник                         |
| Милош Самолов    | директор полиције Вукобратовић |
| Јована Беловић   | Маја                           |
| Соња Вукићевић   | Влахиња                        |
| Петар Зекавица   | министар Вељовић               |
| Јован Јовановић  | Ђура                           |
| Душан Радовић    | командир Синиша                |
| Вахид Џанковић   | странац                        |
| Владимир Гвојић  | Пеца                           |
| Милош Цветковић  | Цале                           |
| Марија Меденица  | Јасмина Купреш                 |
| Алиса Лацко      | Снежана Вукојевић              |
| Анђелка Петровић | ћерка                          |
| Теодора Ракић    | Ана                            |
| Миодраг Трифунов | отац                           |
| Тамара Исаиловић | Јована Купреш                  |
| Маја Колунџија   | кућепазитељка                  |
| Јелена Галовић   | службеница поште               |
| Дејан Тончић     | Бата                           |
| Давид Тасић      | Петар                          |
| Вук Карановић    | Кртола                         |
| Ђорђе Николић    | млађи полицајац                |
| Ђурђина Самарџић | студенткиња са огрлицом        |
| Никола Брековић  | старији полицајац              |
| Мина Давидовац   | хостеса                        |
| Небојша Шурлан   | Влада                          |
| Сара Павловић    | студенткиња                    |